# Шију
Шију (фр. Chillou) насеље је и општина у западној Француској у региону Поату-Шарант, у департману Де Севр која припада префектури Партне.
По подацима из 2011. године у општини је живело 179 становника, а густина насељености је износила 34,96 становника/km². Општина се простире на површини од 5,12 km². Налази се на средњој надморској висини од 148 метара (максималној 157 m, а минималној 87 m).

## Демографија
| 1962. | 1968. | 1975. | 1982. | 1990. | 1999. | 2011. |
| ----- | ----- | ----- | ----- | ----- | ----- | ----- |
| 220   | 221   | 225   | 213   | 180   | 174   | 179   |

График промене броја становника у току последњих година